# Химическая инертность
В химии инертными называются вещества, не являющиеся химически активными.
Благородные газы были ранее известны как инертные газы из-за предполагаемого отсутствия участия в каких-либо химических реакциях. Причина этого заключается в том, что их крайняя электронная оболочка (валентная оболочка) полностью заполнена, так, что они имеют незначительную тенденцию к приобретению или потере электрона. В настоящее время известно, что эти газы реагируют с образованием химических соединений, например, тетрафторида ксенона. Поэтому они были переименованы в благородные газы. Тем не менее для проведения таких реакций требуется большое количество энергии, как правило подводимой в виде тепла, давления, или излучения, а также присутствие катализаторов. Полученные соединения инертных газов часто неустойчивы. Инертные среды, состоящие из газов, таких как аргон или гелий широко используются в химических реакционных камерах и контейнерах для хранения реагентов.
Термин инертный также может быть применён в относительном смысле, как не реакционно-способный. Например, молекулярный азот инертен в обычных условиях, существующих в двухатомных молекулах, N2. Наличие сильной тройной ковалентной связи в N2 молекулах делает его не реакционно-способным в нормальных условиях. Тем не менее, азот реагирует со щелочным металлом литием, образуя нитрид лития (Li3N) даже в обычных условиях. При высоких давлениях и температурах и с нужным катализатором, азот становится более реактивным. Процесс Габера использует такие условия, для производства аммиака из азота воздуха. Инертная среда из азота широко используется для хранения чувствительных к кислороду или водно-чувствительных веществ, чтобы предотвратить нежелательные реакции этих веществ с кислородом или водой.

## Пестициды
Федеральный закон США о Инсектицидах, Фунгицидах и Родентицидах делит ингредиенты в пестицидах на две группы: активные и инертные. Химически инертные, в этом контексте, это такие, которые не оказывают токсического влияния на определённые виды, для защиты которых предназначены пестициды, но это не исключает, что они всё ещё могут иметь биологическую активность на другие виды, в том числе, могут быть токсичны для человека. В частности, растворители, пропелленты, консерванты, кроме прочего, считаются инертными ингредиентами в пестицидах.
Начиная с 1997 года, Агентство по охране окружающей среды США рекомендовало производителям пестицидов маркировать неактивные ингредиенты как «прочие ингредиенты», а не «инертные», чтобы предотвратить дезинформацию общественности..
В русскоязычной литературе термин инертность используется в работах по пестицидам
, биотехнологиям, а также в официальных инструкциях препаратов, например «Агропол».

## Боеприпасы
В области оружия и взрывчатых веществ, инертный боеприпас — такой, в котором все энергетические материалы, такие как огнепроводный шнур, капсюль, и разрывные или зажигательные материалы в них были сняты или иным образом обезврежены. Инертные боеприпасы используются в военной и военно-морской подготовке и используются для показа в музеях. См. также военный муляж. Как правило, американские и натовские инертные боеприпасы окрашены полностью в светло-голубой цвет, и/или на видных местах есть слово «INERT» нанесённое по трафарету. В российской армии такие боеприпасы маркируются белой полосой и/или надписью «ИНЕРТНО» или «ИНЕРТ». Регламентируются в Европейском соглашении о международной дорожной перевозке опасных грузов